# Списак насељених места у Француској: U
| A \| B \| C \| D \| E \| F \| G \| H \| I \| J \| K \| L \| M \| N \| O \| P \| Q \| R \| S \| T \| U \| V \| W \| X \| Y \| Z \| É |

- Uberach
- Ubraye
- Ucciani
- Ucel
- Uchacq-et-Parentis
- Uchaud
- Uchaux
- Uchentein
- Uchizy
- Uchon
- Uckange
- Ueberstrass
- Uffheim
- Uffholtz
- Ugine
- Uglas
- Ugnouas
- Ugny
- Ugny-l'Equipée
- Ugny-le-Gay
- Ugny-sur-Meuse
- Uhart-Cize
- Uhart-Mixe
- Uhlwiller
- Uhrwiller
- Ulcot
- Ully-Saint-Georges
- Ulmes
- Umpeau
- Unac
- Uncey-le-Franc
- Unchair
- Ungersheim
- Unias (Loire)
- Unienville
- Unieux
- Union (Haute-Garonne)
- Unverre
- Unzent
- Upaix
- Upie
- Ur (Pyrénées-Orientales)
- Urau
- Urbalacone
- Urbanya
- Urbeis
- Urbise
- Urbès
- Urcel
- Urcerey
- Urciers
- Urcuit
- Urcy
- Urdens
- Urdos
- Urdès
- Urepel
- Urgons
- Urgosse
- Uriménil
- Urmatt
- Urost
- Urou-et-Crennes
- Urrugne
- Urs
- Urschenheim
- Urt
- Urtaca
- Urtière
- Uruffe
- Urval
- Urville (Aube)
- Urville (Calvados)
- Urville (Manche)
- Urville (Vosges)
- Urville-Nacqueville
- Urvillers
- Ury
- Urzy
- Urçay
- Usclades-et-Rieutord
- Usclas-d'Hérault
- Usclas-du-Bosc
- Usinens
- Ussac
- Ussat
- Usseau (Deux-Sèvres)
- Usseau (Vienne)
- Ussel (Cantal)
- Ussel (Corrèze)
- Ussel (Lot)
- Ussel-d'Allier
- Usson
- Usson-du-Poitou
- Usson-en-Forez
- Ussy
- Ussy-sur-Marne
- Ustaritz
- Ustou
- Utelle
- Uttenheim
- Uttenhoffen
- Uttwiller
- Uvernet-Fours
- Uxeau
- Uxegney
- Uxelles
- Uxem
- Uz
- Uza
- Uzan
- Uzay-le-Venon
- Uzech
- Uzein
- Uzel
- Uzelle
- Uzemain
- Uzer (Ardèche)
- Uzer (Hautes-Pyrénées)
- Uzerche
- Uzeste
- Uzos
- Uzès

| A \| B \| C \| D \| E \| F \| G \| H \| I \| J \| K \| L \| M \| N \| O \| P \| Q \| R \| S \| T \| U \| V \| W \| X \| Y \| Z \| É |